# Ciornohorodka, Makariv
Ciornohorodka (în ucraineană Чорногородка) este o comună în raionul Makariv, regiunea Kiev, Ucraina, formată numai din satul de reședință.

## Demografie
Componența lingvistică a comunei Ciornohorodka
     Ucraineană (96,02%)
     Rusă (3,98%)
Conform recensământului din 2001, majoritatea populației comunei Ciornohorodka era vorbitoare de ucraineană (96,02%), existând în minoritate și vorbitori de rusă (3,98%).